# Juntura, Oregon
Juntura, Oregon (енгл. Juntura) насељено је место без административног статуса у америчкој савезној држави Орегон.

## Демографија
По попису из 2010. године број становника је 57.
| Група             | 2000.    | 2010.      |
| Белци             | 0 (0,0%) | 36 (63,2%) |
| Афроамериканци    | 0 (0,0%) | 0 (0,0%)   |
| Азијати           | 0 (0,0%) | 0 (0,0%)   |
| Хиспаноамериканци | 0 (0,0%) | 18 (31,6%) |
| Укупно            | 0        | 57         |